# TT161
La tombe thébaine TT 161 est située à Dra Abou el-Naga, dans la nécropole thébaine, sur la rive ouest du Nil, face à Louxor en Égypte.
C'est la sépulture de Nakht (Nht), jardinier de l'offrande divine et porteur d'offrandes florales à Amon, datant du règne d'Amenhotep III (XVIIIe dynastie).
Elle est découverte dans les années 1820 par l'archéologue et marchand d'art italien Piccinini. Par la suite, elle est visitée par Robert Hay en 1826 et 1832. Il réalise plusieurs dessins et aquarelles des décors de la chapelle funéraire, aujourd'hui conservés à la British Library de Londres.

## Copie de la tombe de Nakht
Dans les années 1920, face à la détérioration de la tombe causé par la fumée, le bétail, la vermine et les pillards, Jean Capart, égyptologue belge et conservateur du Musées royaux d'Art et d'Histoire de Belgique entreprend de réaliser une reconstitution de la chapelle funéraire de Nakht pour le musée. Il étudie alors les manuscrits de Robert Hay au British Museum. 
Capart confie la tâche à Marcelle Baud, égyptologue et dessinatrice française attachée à l'Institut français d'archéologie orientale (IFAO) du Caire. Elle produit la reconstitution à partir des relevés réalisés par Robert Hay, mais aussi de ses propres relevés réalisés lors de ses années à l'IFAO, ainsi que de ses propres photographies prises in situ.
Marcelle Baud reconstitue l’espace de la chapelle (5,50 x 2,70 mètres) sur huit toiles blanches de Flandres tendues sur des châssis, représentant une surface totale de 60 m². Elle ne se contente pas uniquement de reproduire les fragments existants, mais complète également les fragments manquants à partir d’éléments similaires provenant d’autres tombes contemporaines de la région thébaine.

## L'installation de la reconstitution au musée
Dans un premiers temps, la reconstitution est exposée au Musée du Louvre pendant un mois, avant d'être installée définitivement le 30 juin 1928 aux Musées royaux d'Art et d'Histoire de Belgique.
À la fin du XXe siècle, la reconstitution est restaurée et intégrée dans une nouvelle présentation muséale enrichie. Cette reconstitution a une valeur historique considérable en raison de l’état dégradé de la tombe originale. Elle permet alors au public de mieux appréhender l’esthétique et les pratiques funéraires des tombes privées thébaines du Nouvel Empire.

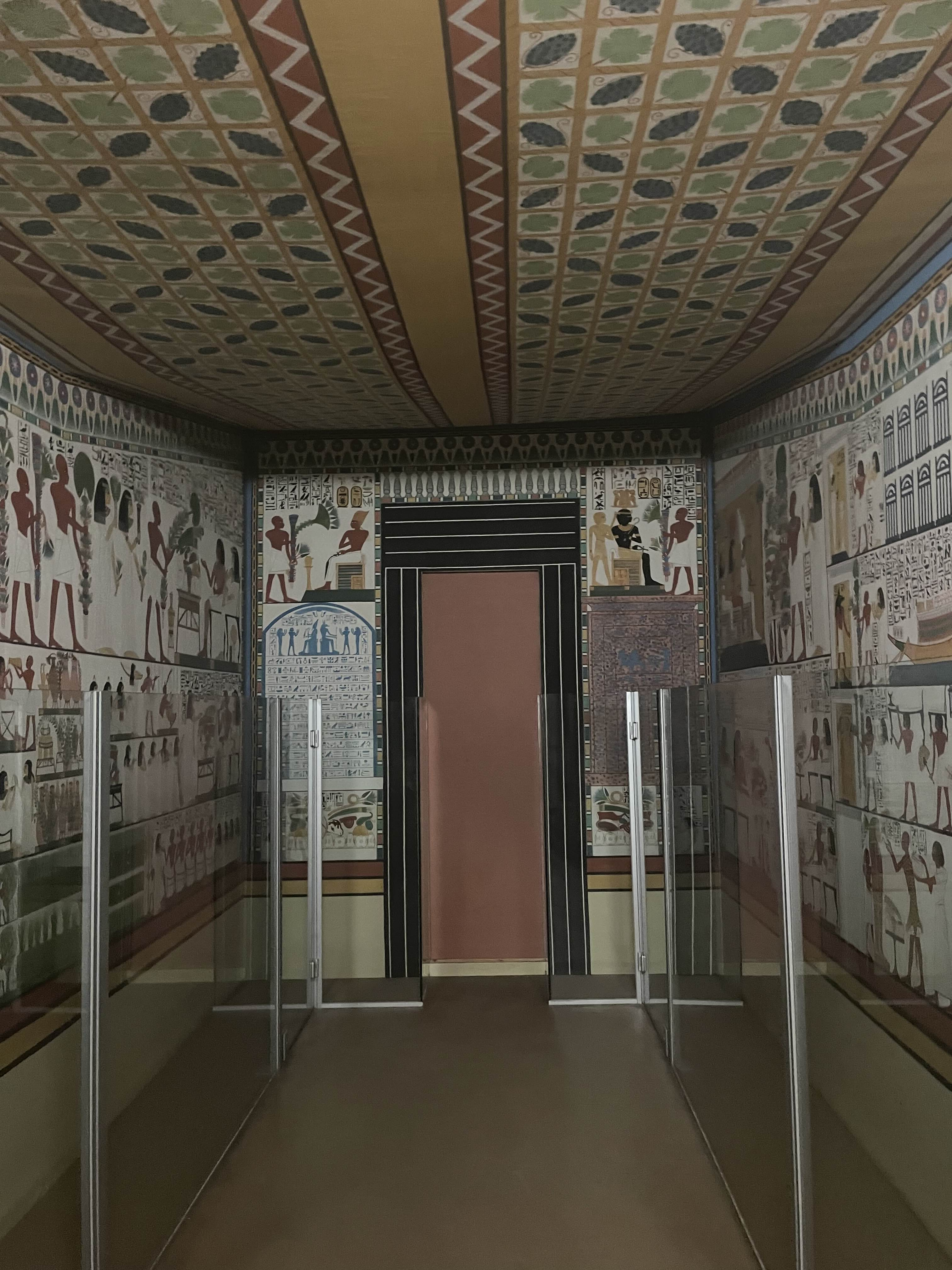
Installation actuelle de la tombe de Nakht aux Musées Royaux d'Art et d'Histoire de Belgique